# Història de l'Antàrtida
L'Antàrtida és el quart continent més extens del món, encara que com està situat gairebé íntegrament dins del Cercle Polar Antàrtic no està habitat. Durant l'hivern dobla la seva mida per la gran quantitat de gel marí que es forma en la seva perifèria. El mot àrtic prové del grec "Àrktikos", que significa "Ossa Polar", en referència a la constel·lació de l'Ossa Menor, a l'hemisferi nord, mentre que "Antàrktikos" significa "oposat a l'Ossa Polar" o, cosa que és el mateix, "oposat al nord". El primer ús oficial del nom "Antàrtida" com a continent fou a la dècada de 1890 i s'atribueix al cartògraf escocès John George Bartholomew.
Malgrat que els mites i les especulacions sobre una Terra Australis es remunten a l'antiguitat, la primera observació confirmada del continent es va produir el 1820, a conseqüència de l'expedició russa de Mikhaïl Làzarev i de Fabian von Bellingshausen. El continent, però, va continuar sent en gran part oblidat al llarg del segle xix a causa del seu clima hostil, la manca de recursos i l'aïllament.
Està situada: al pol Sud geogràfic de nostre planeta, per sota dels 60 º de latitud. Ocupa una àrea de 13,8 milions de km² i es troba coberta d'una gruixuda capa de gel, acumulada. El gel cobreix el 98%
de la seva superfície i té un gruix mitjà de 2,7 km, i un màxim de gairebé 4 km al centre del continent. Manté en el seu àmbit el 70% de l'aigua del planeta o, dit d'una altra manera, el 90% de tot el gel i és la reserva més important d'aigua dolça. Però en els últims anys, observem com el canvi climàtic afecta aquesta regió generant el desglaç, per la qual cosa es preveu que pugi el nivell del mar en molts llocs del planeta. Durant molts anys, el continent antàrtic s'ha convertit en la destinació final de molts aventurers i expedicionaris, donada la gran quantitat de recursos que acull. De fet, els primers exploradors que van anar a l'Antàrtida fa més de dos segles, quedar impressionats per la seva riquesa i biodiversitat.
Està cobert més del 95% de gel, que conté prop del 90% de tota l'aigua dolça del món. A causa d'aquesta gruixuda capa de gel, és el més alt de tots els continents, amb una elevació mitjana d'uns 2.300 m. El punt més elevat del continent és el massís Vinson (5.140 m), el més baix sembla la fossa subglaciar de Bentley (a 2.499 m sota el nivell del mar), a l'oest de l'Antàrtida. Aquesta fossa està coberta per més de 3.000 metres de gel i neu.
La presència de vida a l'Antàrtida està fortament condicionada
per la temperatura, fet que genera que siguin poques les
espècies que puguin adaptar-se a unes condicions tan dures. Per aquesta raó, és en el medi marí on trobem una
gran riquesa d'organismes. De fet, els mars que envolten l'Antàrtida amaguen l'ecosistema més productiu i, alhora més fràgil del planeta.
La seva riquesa depèn dels corrents d'aflorament que
condicionen la cadena tròfica, i que tenen la seva base en el kril un
organisme del plàncton. Altres organismes que formen part de
aquesta cadena són esponges de mar, equinoderms i
mol·luscs, entre els invertebrats. Pel que als vertebrats
es refereix, trobem peixos i aus com el petrell
i el pingüí. Pel que fa als mamífers, hi ha espècies com les
foques i cetacis.
El grup dels cetacis engloba diverses espècies de les quals un
gran nom viuen a l'Antàrtida. Aquestes no són residents
permanents, ja que durant l'hivern migren cap a latituds
més temperades per reproduir-se i alimentar-se, i tornen a
estiu quan l'aliment és més abundant.
En el grup dels cetacis es troben rorquals, balenes, catxalots, orques
i dofins.

## Descobriment
La història del descobriment de l'Antàrtida és diferent a la història del descobriment dels altres continents. És una història d'exploració, d'heroisme, honor i orgull nacional que va quedar reflectida en llibres de bitàcola i diaris de viatge.
Els herois antàrtics no portaven armes, perquè a l'Antàrtida no hi havia natius per doblegar. Les extremades condicions geogràfiques i climàtiques del continent blanc van impedir que s'hi desenvolupés la vida humana i es van encarregar de mantindre'l aïllat fins a finals del s. XVIII. Cal tenir present que l'Antàrtida és la major extensió de gel i neu del planeta. Aquí trobem les majors glaceres de la Terra. Glaceres que formen grans plataformes de gel que suren sobre el mar i que bloquegen els accessos marítims, especialment en els mars de Ross i de Weddell. El continent blanc veu duplicada la seua mida cada hivern, quan les aigües antàrtiques es congelen. A més, l'Antàrtida és el continent més fred, el més sec i on el vent registra les majors velocitats. Tampoc es van produir guerres ni conflictes armats entre els qui van pretendre conquistar-la. L'única lluita que s'hi ha dut a terme és contra el poder de la naturalesa, que ha detingut el pas dels exploradors i que ha sigut l'única responsable de les morts que s'hi han registrat. Així doncs, les seves úniques armes han estat vaixells, avions, banderes i instrumental científic. Però, per sobre de tot, unes insaciables ganes de descobriment i glòria. Lamentablement, també hi ha hagut un rerefons d'interessos econòmics que van portar gairebé fins a la desaparició de foques i balenes.Tots aquests fets van concloure amb la signatura del “Tractat Antàrtic” el 1959, les consideracions bàsiques del qual són el manteniment de la pau i la cooperació científica internacional.
Quan parlem del descobriment de l'Antàrtida no podem ignorar els cinc segles d'expedicions que el van precedir i que van servir per assentar les bases del coneixement marítim.
Plató (427 – 347 a. de C.), basat en les teories de Pitàgores sobre l'esfericitat dels planetes, ja afirmava que havia d'existir continents no descoberts a l'hemisferi sud per balancejar les terres conegudes de l'hemisferi nord, sense la qual cosa la terra es desestabilitzaria i acabaria capgirant-se.
Aristòtil (384 – 322 a. de C.), un dels estudiants predilectes de Plató, al seu Tractat sobre meteorologia dividia el món en cinc zones climàtiques simètriques: una faixa equatorial de climes tòrrids, dues faixes limítrofes de climes temperats, i els dos pols, amb climes freds i inhòspits i envoltats de gel, on els éssers humans no podrien sobreviure. Aristòtil va anomenar aquestes zones polars les “Antípodes” (l'oposat als peus). Va ser Ptolemeu, astrònom d'Alexandria que va viure al segon segle a. de C., qui va batejar aquesta presumpta massa continental amb el nom de Terra Australis Incognita, la “desconeguda terra del sud”. Ptolemeu, a més, afirmava que no hi havia pas marítim entre Àfrica i Àsia. Teoria que van derrocar els lusitans el s. XV quan van iniciar l'exploració dels mars del sud en recerca de les rutes de les espècies. Això va animar a altres navegants europeus, que creien que era possible arribar a les regions de l'Àsia oriental navegant cap a l'Oest. I així va ser com Cristòfor Colom, representant els Reis Catòlics, va arribar per error a les costes d'Amèrica el 1492. Colom va creure que havia arribat al continent asiàtic i va morir sense saber que no havia culminat la seva gesta. En va prendre el relleu Fernando de Magallanes, qui el 1519 va salpar des de Sevilla amb rumb sud. Magallanes va navegar la costa patagona, fins a l'estret que portaria el seu nom, fins als 53°S i descobrí així el pas entre Amèrica i Àsia el 1520. Inspirat per les fogates dels indígenes a les costes, Magallanes va batejar aquesta regió com a “Terra del Foc”. Va trigar 38 dies a recórrer els 532 km de l'estret i a la seva arribada a l'oceà el va anomenar “Pacífic” a causa de la seva aparent tranquil·litat.
Va seguir el seu viatge cap a l'Oest sense saber si Terra del Foc era una illa o l'extrem d'un nou continent. En qualsevol cas, ja mai ho sabria perquè a la seva arribada a les Filipines, el 1522, va ser assassinat per uns indígenes. Va ser llavors quan Sebastián Elcano es va veure obligat a prendre el comandament de l'expedició. Finalment van arribar a Sevilla i Elcano es va convertir així en el primer navegant que feia una volta completa al món. En la seva segona expedició Elcano sobrepassà els 55°S, entre el Cap d'Horn i la Península antàrtica.
En la cartografia espanyola de llavors ja s'inclouen les illes Malvines i un cercle polar antàrtic completament marítim. Tenint en compte que la tendència cartogràfica d'aleshores era incloure en els mapes només l'efectivament explorat, és probable que els espanyols haguessin solcat ja aquestes aigües. Cap a finals del 1577, el navegant anglès Francis Drake, a bord del Pelican, va partir des del port de Plymouth cap als mars del sud.
Després de creuar l'estret de Magallanes, la flota de Drake és empesa per un fort temporal unes cent milles al sud de Terra del Foc, i coneix així, per accident, el punt on es troben els oceans Atlàntic i Pacífic. Punt que avui dia rep el nom del Passatge de Drake.
Drake continua el seu viatge cap al Nord, saquejant els establiments espanyols que anava trobant per la costa del Pacífic. Finalment va arribar a Anglaterra el 1580, i es converteix així en el segon navegant a fer la volta al món. Felip II va reclamar a la corona britànica la retribució de les seves pertinences i el cap de Drake. No obstant això, la reina Elizabet respon nomenant Drake Cavaller de l'Imperi. I és que els britànics, en aquell moment, estaven més orientats cap a la pirateria que cap a les exploracions.
El 1615 l'holandès Le Maire arriba fins a l'extrem sud de Sud-amèrica, al qual denomina Cap d'Hornos, en honor d'una de les naus de la flota, perduda en un temporal, i confirma definitivament que Terra del Foc no posseïa continuïtat territorial amb cap altra terra al sud.
Gabriel de Castella va ser el primer home a establir el primer contacte visual verificable amb el continent antàrtic. El següent segle aportaria el cronòmetre, que va brindar exactitud als càlculs longitudinals; la col àcida, que va servir com a defensa davant l'escorbut; i l'aixecament dels secrets sobre els descobriments geogràfics, pactat entre França, Espanya, Gran Bretanya i Portugal. No obstant això, durant bona part d'aquest segle, l'escenari marítim es va mudar al Carib, a causa dels intents britànics d'apoderar-se de les Antilles i la Florida, i els consegüents esforços de l'armada espanyola per sufocar aquests avanços.
Entre 1750 i 1770 s'inicia la colonització de la Patagonia, i les illes Malvines comencen a ser mirades amb atenció, com a port de refresc o com a punt de partida per a les explotacions pesqueres i foqueres que, a partir d'aquesta data, inicien el seu creixement.
Per la seva banda, entre 1738 i 1772, els francesos descobreixen les illes subantàrtiques de Bouvet, Crozet i Kerguelen, situades al quadrant africà.En 1771 James Cook parteix des d'Anglaterra amb dues naus, la HMS Resolution i l'HMS Adventure. Arriba al Cap de Bona Esperança i continua cap al sud-est. El gener de 1773 aconsegueix la marca de navegació més austral fins llavors, 67° 15′ S, i es converteix en el primer home a creuar el Cercle polar antàrtic. Si bé les costes antàrtiques li van ser esquives, Cook va manifestar la seva certesa de l'existència de terres més meridionals des d'on fluïen els blocs de gel que li impedien el seu pas cap al sud. També va observar que aquestes terres es trobarien només a partir de latituds poc compatibles amb l'existència de vida.
El gener de 1775 arribava a les illes que batejaria Geòrgies del Sud, illes que el 1756 el pilot espanyol Gregorio Jerez, al comandament de la nau León, va cridar "Sant Pere!" i que va registrar en la seva carta naútica. Malgrat el descobriment espanyol, la denominació de Cook preval fins avui. Cook descobriria també l'arxipèlag de les illes Sandwich del Sud. Així, a la fi del segle xviii totes les illes subantàrtiques de l'Índic i l'Atlàntic estaven ja descobertes i cartografiades.
A finals del s. XVIII els foquers, principalment nord-americans, havien espoliat les reserves foguines de foques pelleteres, i ja pel 1803 l'activitat dels foquers britànics havia delmat la població de lleons marins de les illes Geòrgies del Sud. Les pells eren comercialitzades amb molt bons dividends als mercats de la Xina i Europa. Per a pitjor, la guerra de 1812 entre Gran bretanya i Estats Units (resposta anglesa davant la ruptura nord-americana del bloqueig comercial imposat a Napoleó per la resta d'Europa) va disparar el preu de les pells de foques a Europa. Davant aquestes circumstàncies, per una qüestió logística, els foquers instal·lats a Buenos Aires van decidir procurar més al sud. Per tant, resulta més que probable que aquests foquers hagin descobert les primeres terres antàrtiques, però tots ells, amb lògica cautela, van guardar el secret de la ubicació geogràfica dels seus llocs de captura. Entre 1819 i 1821 es van desenvolupar tres temporades d'una devastadora cacera de foques subantàrtiques i antàrtiques. Els vaixells presents a les regions limítrofes a les illes Shetland del Sud es comptaven per desenes (entre 40 i 80 vaixells).
Fa uns 2.500 anys els grecs ja parlaven de l'Antàrtida, especulant sobre la seva existència. Des de temps de Claudi Ptolemeu (segle i) es va suggerir l'existència d'una Terra Australis, un vast continent a l'extrem sud per a preservar la simetria de totes les terres del món.
Les representacions d'una gran massa de terra del sud eren comunes en els mapes turcs del segle xvi, com el mapa de Piri Reis. Fins i tot a finals del segle xvii, quan els exploradors ja havien descobert que Amèrica del Sud i Austràlia no formaven part de la llegendària "Antàrtida", els geògrafs creien que el continent era molt més gran del que és en realitat.
Els mapes europeus van seguir mostrant aquesta hipotètica terra fins que el Capità James Cook, amb el vaixells HMS Resolution i HMS Adventure, va creuar el Cercle polar antàrtic el 17 de gener de 1773, el desembre de 1773 i novament el gener de 1774. Cook, de fet, va arribar a uns 120 quilòmetres de la costa antàrtica abans de retirar-se a la vista del camp de gel, el gener de 1773. Les primeres observacions confirmades de l'Antàrtida, el 1820, corresponen a les tripulacions dels vaixells capitanejats per Fabian Gottlieb von Bellingshausen (un capità de l'Armada Imperial Russa), Edward Bransfield (un capità de la Royal Navy), i Nathaniel Palmer (un navegant americà que havia salpat de Stonington, Connecticut), segons han confirmat la Fundació Nacional per a la Ciència, la NASA, la Universitat de Califòrnia, San Diego, i altres fonts. Von Bellingshausen va veure l'Antàrtida el 27 de gener de 1820, tres dies abans que Bransfield, i deu mesos abans que Palmer ho fes al novembre de 1820. Aquell dia els dos vaixells de l'expedició dirigida per Von Bellingshausen i Mikhaïl Petrovitx Lazarev van arribar a un punt a 32 quilòmetres de l'Antàrtida continental i va veure els camps de gel. El primer desembarcament documentat sobre l'Antàrtida és el del navegant americà John Davis que sembla que arribà a terra ferma a l'Antàrtida Occidental el 7 de febrer de 1821, encara que alguns historiadors mantenen controvèrsies sobre aquest fet.
El desembre de 1839, l'Expedició d'Exploració americana del 1838-1842, també anomenada "Expedició Wilkes", organitzada per iniciativa de la Marina dels Estats Units, salpà de Sydney, Austràlia, cap a l'oceà Antàrtic i va comunicar el descobriment d'un continent antàrtic a l'oest de les Illes Balleny. Aquest part de l'Antàrtida va ser anomenada més tard la "Terra de Wilkes".
L'explorador James Clark Ross, el 1841, va travessar el que ara es coneix com el mar de Ross i va descobrir l'Illa de Ross. Va navegar al llarg d'un enorme mur de gel que més tard va ser denominat la barrera de gel de Ross. El Mont Erebus i el Mont Terror van ser nomenats així pels dos vaixells de la seva expedició: HMS Erebus i HMS Terror. També cal citar Mercator Cooper que va desembarcar a l'Antàrtida Oriental el 26 de gener de 1853.

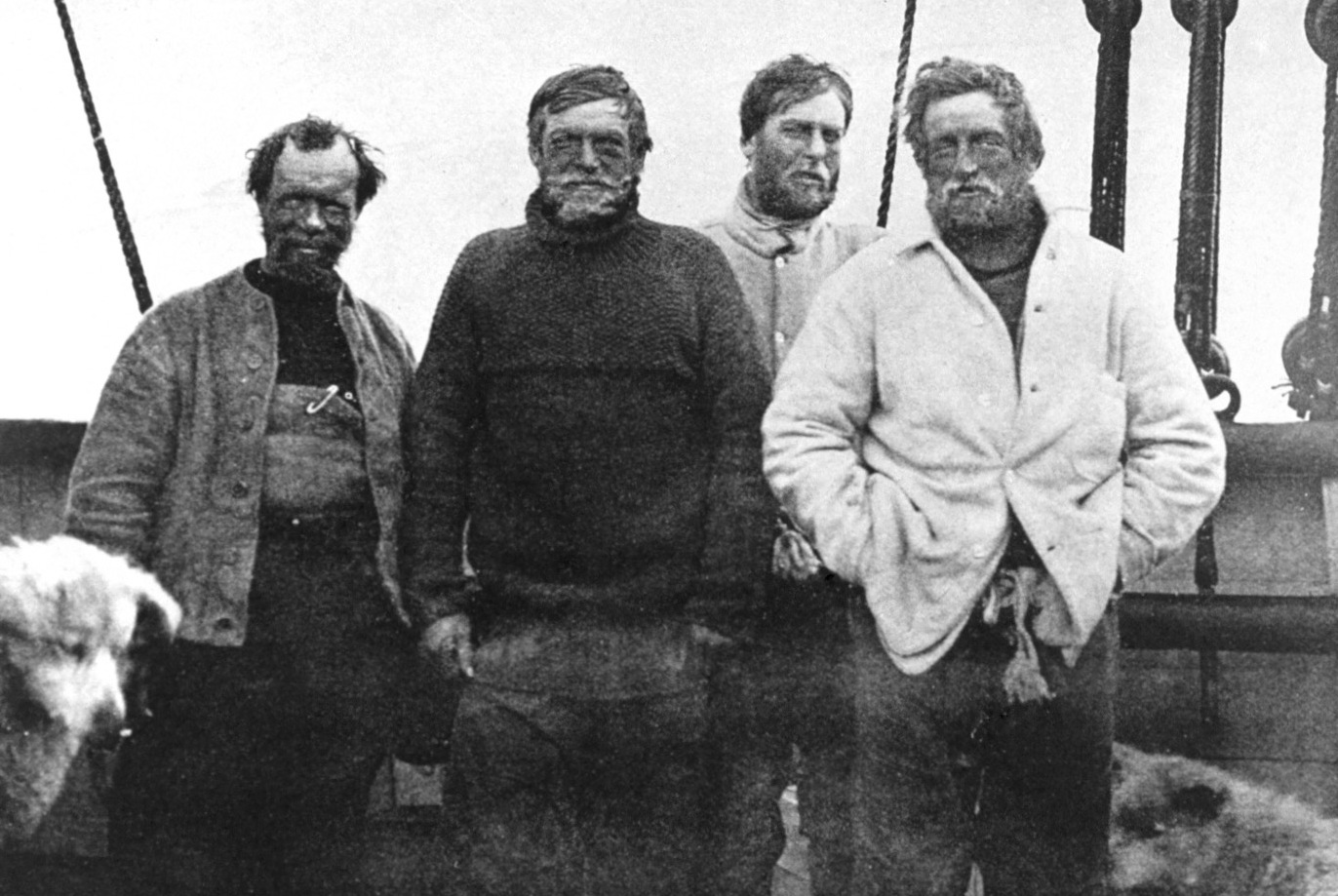
Tripulació de l'Expedició Nimrod al Pol Sud (d'esquerra a dreta): Wild, Shackleton, Marshall i Adams

Durant l'Expedició Nimrod dirigida per Ernest Shackleton el 1907, l'equip liderat per T. Edgeworth David W. es va convertir en el primer a ascendir al Mont Erebus, i en arribar al pol Sud Magnètic. Douglas Mawson, qui va dirigir l'expedició del pol magnètic en el seu perillós retorn, va passar a dirigir diverses expedicions fins que es van jubilar el 1931. A més, el mateix Shackleton i tres membres de l'expedició van fer diverses primícies entre desembre de 1908 i febrer de 1909: varen ser els primers homes a travessar la barrera de gel de Ross, els primers a travessar les muntanyes Transantàrtiques (a través de la glacera Beardmore), i els primers a posar peu al sud de l'altiplà polar. Una expedició dirigida per l'explorador polar noruec Roald Amundsen amb la nau Fram es va convertir en la primera a arribar al pol Sud el 14 de desembre de 1911, utilitzant una ruta a través de la Badia Balenes i la glacera Axel Heiberg. Un mes després, la malaurada Expedició de Scott va assolir el pol.
Richard Evelyn Byrd va realitzar diversos viatges a l'Antàrtida, però en avió, en els anys 1930 i 1940. Se li atribueix el desplegament de transports terrestres mecanitzats en el continent i la realització d'una àmplia investigació geològica i biològica. No obstant això, no va ser fins al 31 d'octubre de 1956 que es va tornar a trepitjar el Pol Sud per segon cop; aquell dia un grup de la Marina dels Estats Units dirigits per l'almirall George J. Dufek va aconseguir aterrar un avió amb èxit.
La primera persona que va arribar fins a l'Antàrtida navegant a vela en solitari, fou el neozelandès David Henry Lewis, que ho aconseguí en un veler de 10 metres anomenat Ice Bird.